# Identiteitspolitiek
Identiteitspolitiek is het bedrijven van politiek vanuit de sociale identiteit van een bepaalde groep en de door deze groep gedeelde ervaring van maatschappelijk onrecht. Het is een breed, vaak in kritische zin gehanteerd containerbegrip, waaronder bewegingen vallen die etnische achtergrond, seksuele gerichtheid, gender, regionale identiteit of religieuze identiteit voorop stellen. Dergelijke groepsidentiteiten worden tegenover de cultureel dominante groep in een maatschappij gesteld. De term is een letterlijke vertaling van het Engelse identity politics, dat in de jaren 60 in zwang raakte in de Angelsaksische wereld.

## Definitie
Onder groepen die  identiteitspolitiek bedrijven worden sociale en politieke bewegingen geschaard als de tweede feministische golf, de emancipatiebewegingen van homoseksuelen en andere seksuele minderheden en diverse op etniciteit gerichte bewegingen. Deze bewegingen verschillen van eerdere sociale bewegingen doordat ze niet emancipatie door opname in een groter maatschappelijk geheel opeisen, maar emancipatie met behoud van verschil en groepsidentiteit. De eigen groep wordt gedefinieerd aan de hand van de ervaring van marginalisering of inperking van de zelfbeschikking van groepsleden op grond van hun identiteit, en altijd gesteld tegenover een dominante groep in de maatschappij.
De opkomst van identiteitspolitiek kan gezien worden in het verlengde van, en als reactie op, het liberaal-democratische begrip van politiek als een zaak van individuen. In de liberale democratie worden groepsrechten alleen vertegenwoordigd binnen vrijwillige verbanden. Binnen het kader van identiteitspolitiek wordt het liberale begrip van burgerschap bekritiseerd als een afspiegeling van blanke/witte, mannelijke, heteroseksuele, burgerlijke identiteit. Het verlies van de groepsidentiteit (culturele assimilatie) waartoe het liberale gelijkheidsbeginsel zou leiden, wordt verworpen. Vroege identitaire bewegingen stelden hier een vorm van separatisme tegenover, maar deze tendens is sindsdien zwakker geworden.
Binnen de identiteitsbewegingen bestaat altijd de noodzaak om de eigen groep af te bakenen op zo'n manier dat men zich ermee kan identificeren. Vooral in de vrouwen- en homobewegingen leidt dit tot discussies in de sfeer van het nature-nurture-debat. Voor de homobeweging versterkte het idee van biologisch bepaalde homoseksualiteit bijvoorbeeld een argument tegen religieuze afwijzing van homoseksuele relaties: een aangeboren geaardheid kan geen zonde zijn. Onder feministen wordt de 'zorgzame natuur' van de vrouw soms als wezenskenmerk gezien, soms als uiting van een slavenmoraal.

## Nederlandse situatie
Identiteitspolitiek raakte als begrip pas begin 21e eeuw in Nederland ingeburgerd, vooral ter aanduiding van de politieke organisatie van etnische minderheden en moslims en discussies over genderneutraliteit en het koloniale verleden (het zwartepietendebat, het zogeheten 'witte privilege' en 'witte onschuld'). Als vorm van politieke organisatie kan identiteitspolitiek echter veel verder terug al ontdekt worden: al eind 19e eeuw bouwden eerst gereformeerden, daarna katholieken en arbeiders partijen en maatschappelijke organisaties op rond begrippen als soevereiniteit in eigen kring, leidend tot de situatie van verzuiling.

## Debat
Het begrip 'identiteitspolitiek' is omgeven door debat en controverse, vooral in de Angelsaksische landen. Vanuit socialistische/marxistische hoek worden identiteitsbewegingen bekritiseerd omdat ze af zouden leiden van sociaaleconomische strijd, door zich op (als oppervlakkig beschouwde) culturele issues te richten, zodat ze alleen kunnen leiden tot compromissen die economische tegenstellingen in stand laten. Een meer nietzscheaanse kritiek luidt dat identiteitspolitiek nooit verder zou kunnen komen dan ressentiment, omdat de eigen identiteit altijd een Ander nodig heeft om de eigen groep te kunnen afbakenen.
Volgens critici kan een debat waar identiteitspolitiek wordt bedreven ook (onbewust) discrimineren. Een gesprekspartner wordt dan gewogen op hoe deze eruitziet (huidskleur) of bijvoorbeeld welke religie deze aanhangt in plaats van wat deze persoon zegt of inhoudelijk bijdraagt. De identitaire eigenschappen spelen dan een grotere rol dan wat er daadwerkelijk gezegd wordt, wat een vorm van discriminatie kan opleveren (op basis van religie, huidskleur, etc.).